# Acronicta novella
Acronicta novella là một loài bướm đêm trong họ Noctuidae.